# Силита (Месина)
Силита је насеље у Италији у округу Месина, региону Сицилија.
Према процени из 2011. у насељу је живело 39 становника. Насеље се налази на надморској висини од 589 м.